# Milán-San Remo 1924
La Milán-San Remo 1924 fue la 17.ª edición de la Milán-San Remo. La carrera se disputó el 25 de marzo de 1924. El vencedor final el italiano Pietro Linari, que se impuso al esprint a Gaetano Belloni y Costante Girardengo

## Clasificación final
| Posición | Ciclista            | Equipo          | Tiempo      |
| -------- | ------------------- | --------------- | ----------- |
| 1        | Pietro Linari       | Legnano-Pirelli | 10h 50' 00" |
| 2        | Gaetano Belloni     | Legnano-Pirelli | m. t.       |
| 3        | Costante Girardengo | Maino           | m. t.       |
| 4        | Pietro Bestetti     | Maino           | m. t.       |
| 5        | Ottavio Bottecchia  | Automoto        | m. t.       |
| 6        | Nello Ciaccheri     | Bianchi         | m. t.       |
| 7        | Nicolas Frantz      | Alcyon-Dunlop   | m. t.       |
| 8        | Federico Gay        | Alcyon-Dunlop   | m. t.       |
| 9        | Félix Sellier       | Alcyon-Dunlop   | m. t.       |
| 10       | Bartolomeo Aimo     | Legnano-Pirelli | m. t.       |